# Sedum maurum
Sedum maurum är en fetbladsväxtart som beskrevs av Jean-Henri Humbert och Maire. Sedum maurum ingår i Fetknoppssläktet som ingår i familjen fetbladsväxter. Inga underarter finns listade i Catalogue of Life.